# Лаксман, Эрик
Э́рик Гу́став (Кири́лл Гу́ставович) Ла́ксман (швед. Eric (Erich) Laxman; 27 июля [7 августа] 1737, Нюслот (Нейшлот), Швеция, ныне Савонлинна, Финляндия — 5 [16] января 1796, станция Древянская Тобольской губернии) — российский учёный и путешественник шведского происхождения; химик, ботаник, географ. Действительный член Петербургской академии наук.

## Биография
Родился в многодетной семье мелкого торговца. Учился в Абоском университете, но не закончил полного курса.
В 1762 году приехал в Санкт-Петербург и был принят преподавателем естественной истории в Петришуле — немецкую школу при лютеранской общине пастора Бюшинга. В январе 1764 года принял должность пастора лютеранской общины в Барнауле. Здесь он с 1764 по 1768 год проводил обширные исследования по ботанике, зоологии, метеорологии, минералогии и химии. Побывал на границе Монголии и Китая, доезжал до Кяхты, посетил нерчинские заводы. Несколько лет занимался собиранием насекомых.
В 1764 году состоял в переписке с Карлом Линнеем, который писал из Уппсалы, что собирается дать для диссертации своему ученику Александру Карамышеву тему, связанную с естественной историей Сибири, в связи с чем просил выслать в Швецию некоторые материалы.
В 1769 году вернулся в Санкт-Петербург. В том же году Лаксман был избран иностранным членом Шведской Королевской Академии наук. Был избран в члены Вольного экономического общества. В 1770 году избран в ординарные академики «по экономии и химии». Совершил поездки в Финляндию, Поволжье, Бессарабию, Молдавию, к Чёрному морю. Исследовал Екатерининские минеральные источники близ города Царицына, участвовал в публичных лекциях при Российской Академии наук.
В 1779 году Лаксман совершил геогностическое путешествие в Финляндию, описанное в «Nordische Beiträge» Палласа.
Лаксман описал несколько видов сибирских млекопитающих: азиатского бурундука (Eutamias sibiricus (Laxmann, 1769), алтайского цокора (Myospalax myospalax (Laxmann, 1773) и среднюю бурозубку (Sorex caecutiens Laxmann, 1788), опередив Палласа.
В 1781 году заступил в должность помощника начальника Нерчинских рудников, но через год уволился оттуда на должность минералогического путешественника от Кабинета императрицы. С 1784 года жил в Иркутске.
В 1784 году вместе с купцом А. А. Барановым основал стекольный завод на реке Тальце близ Иркутска; открыл способ получения стекла с применением глауберовой соли вместо поташа.
Одновременно продолжал собирать сведения о флоре и фауне Сибири, организовывал коллекции и путешествовал по территории от областей Крайнего Севера Сибири до границ Китая. Закончить последнюю экспедицию, от верховьев Иртыша в Среднюю Азию, ему помешала смерть.
Его сочинения частично остались неизданными. Значительное собрание бумаг Лаксмана сгорело в 1812 году; часть его богатых коллекций купил музей Горного института в 1786 году.
Впервые описал род растений Кёльрейтерия (Koelreuteria) Laxm. семейства Сапиндовые.
В честь Эрика Лаксмана был установлен род растений Laxmannia R.Br. (из семейства лилейных) и свыше десяти видов.

### Семья
Сын Адам Лаксман — российский военный и государственный деятель, один из первых подданных Российской империи, сумевших посетить Японию, закрытую в то время для иностранцев, с целью возвращения на родину потерпевших кораблекрушение японцев с судна «Синсё-мару» и установления дипломатических отношений между странами. Эрик Лаксман принимал участие в подготовке данного плавания.

## Награды
- В 1794 году был награждён орденом Св. Владимира 4-й степени. В связи с 50-летним юбилеем Императорской академии наук в Санкт-Петербурге (1774 год) Лаксман «за особые заслуги» был награждён золотой медалью, специально выбитой к этому юбилею.[3] В 1778 году он получил золотую юбилейную медаль Академии от Екатерины II за вклад в развитие музеев[4] (в частности за пополнение и классификацию минералогического собрания Кунсткамеры).
- Две золотых медали от шведского короля Густава III за экспонаты, присланные в шведские научные общества[5].

## Память
- Именем Лаксмана в 1819 году А. Норденшельд назвал новый минерал — лаксманит (одновременно и независимо от Норденшельда этот минерал был открыт Я. Берцелиусом, который дал ему название вокеленит; в справочных изданиях лаксманит указывается как его синоним).[3]
- И. И. Лепехин, И. Сиверс и С. Гмелин дали имя Эрика Лаксмана новым видам растений.[3]

### В кинематографе
- В российско-японском фильме «Сны о России» (1992, режиссёр — Дзюнъя Сато) роль Кирилла Лаксмана исполнил Олег Янковский.